# Лисичји реп (биљка)
Мачји или лисичји реп је народни назив за биљку акалифу (лат. Acalypha). Акалифа се узгаја као собна биљка, због својих посебних потреба. Ова биљка потиче са аустралијског архипелага и тропских дијелова Јужне Америке. Привлачног је изгледа: једна врста има дуге црвене ресе, а друга има шарено лишће. Треба пазити на црвеног паука, који је често напада.

## Услови живота
Овој биљци потребно је много свјетлости због лијепих боја али јој много јако Сунце штети. Земља треба бити умјерено влажна. Због тога што је ово собна биљка, напоље се може изнијети тек када се уједначе ноћне температуре (од +10°C до +16°C, зими до +17°C). Ако ноћна температура падне, она одбацује листове. Најбоље је изнијети крајем маја и почетком јуна. Акалифа је веома осјетљива на хлор, зато је треба заливати одстајалом водом или кишницом. 

## 
Има уобичајено енглеско име, ужарени мачји реп. Она цвјета од маја до септембра. Код ове биљке ресе су црвене,а неке и бијеле боје и могу израсти до 50 cm. Добро успијева у влажној атмосфери, а минималне температуре износе до 16°C. Не воли стајати у води, али земља треба бити влажна цијело вријеме. 
Ова биљка нема много упадљиве цвјетове, али су листови лијепи. Листови могу бити наранџасте и црвене боје (Musaica), наранџастосмеђе са ружичастим крајем (Marginata) и маслинастозелене са наранџастим рубом (Obovata).